# سانگ میونگ-سئوب
سانگ میونگ-سئوب (زاده ۲۹ ژوئن ۱۹۸۴) تکواندوکار کره جنوبی و عضو تیم تکواندو دانشگاه کیونگ هی است. او ۱٫۷۷ متر قد و ۶۹ کیلوگرم وزن دارد.
سانگ در تیم تکواندو کره جنوبی در بازی‌های المپیک تابستانی ۲۰۰۴ که در آتن یونان برگزار شد، حضور داشت. وی پس از باخت در برابر هادی ساعی بنه‌کهل، که در نهایت برنده مدال طلا شد، مدال برنز را کسب کرد. سانگ برای دستیابی به مدال برنز دیگو سیلوا از برزیل را در دیدار شانس مجدد شکست داد.